# Дикалов Степан Іванович
Ди́калов Степа́н Іва́нович (22 серпня 1912, Охтирка — 23 жовтня 1949, Нетішин) — командир відділення 86-го стрілецького полку 180-ї стрілецької дивізії 51-го стрілецького корпусу 38-ї армії Воронезького фронту, старший сержант.

## Життєпис
Народився 22 серпня 1912 року в місті Охтирка Сумської області в сім'ї селянина. Українець. Освіта початкова. Працював у лісгоспі, потім на заводі в Охтирці.
У 1934–1936 роках служив в лавах Червоної Армії. На початку Другої світової війни працював на заводі. З наближенням фронту до Охтирки евакуювався в Курську область.
У лютому 1943 року знову був призваний до Червоної Армії Бєловським РВК Курської області. Учасник Другої Світової війни з 1943 року. Воював на Воронезькому і І Українському фронтах. Звільняв міста і села Сумщини. Був двічі поранений.
Командир відділення 86-го стрілецького полку (180-та стрілецька дивізія, 51-й стрілецький корпус, 38-а армія, Воронезький фронт) старший сержант Степан Дикалов в ніч на 29 вересня 1943 року під вогнем противника одним з перших на човні переправився через Дніпро. В боях за утримання плацдарму відділення за ніч відбив 4 контратаки, знищив до взводу фашистів, захопив траншею противника.
Указом Президії Верховної Ради СРСР від 29 жовтня 1943 року за особисту мужність і відвагу, проявлені під час форсування Дніпра і утримання плацдарму на його правому березі, старшому сержанту Дикалову Степану Івановичу присвоєно звання Героя Радянського Союзу з врученням ордена Леніна і медалі «Золота Зірка» (№ 2327).
У жовтні 1945 року старший лейтенант С. І. Дикалов демобілізований. Жив в Охтирці. Кілька років працював на заводі. Потім жив у селі Нетішин Славутського району Хмельницької області. Помер 23 жовтня 1949 року. Похований у місті Славута.
Нагороджений орденом Леніна (29.10.1943), медалями.